# Royal Export
Royal Export er en lagerøl pilsner brygget af bryggeriet Royal Unibrew. 
Øllen blev første gang brygget i 1985 af Ceres i Aarhus. Den blev samme år kåret til "Årets øl", og er den hurtigstvoksende mærkevareøl på det danske marked.
Med en alkoholprocent på mellem 5,4 og 5,8 er Royal Export den stærke øl som danskerne drikker flest af. På det danske marked sælges den med 5,4 % alkohol, mens den i udlandet indeholder 5,6 eller 5,8. I 2011 gik indholdet fra 5,6 % til 5,4 % alkohol i Danmark.